# Paraptychodes
Paraptychodes är ett släkte av fjärilar. Paraptychodes ingår i familjen mätare.
Kladogram enligt Catalogue of Life:
| Paraptychodes | \| \| Paraptychodes costimaculata \| \| \| \| \| \| Paraptychodes fulva \| \| \| \| \| \| Paraptychodes kedar \| \| \| \| \| \| Paraptychodes perfulva \| \| \| \| \| \| Paraptychodes tenuis \| \| \| \| |
|               | \| \| Paraptychodes costimaculata \| \| \| \| \| \| Paraptychodes fulva \| \| \| \| \| \| Paraptychodes kedar \| \| \| \| \| \| Paraptychodes perfulva \| \| \| \| \| \| Paraptychodes tenuis \| \| \| \| |
|               | Paraptychodes costimaculata |
|               | |
|               | Paraptychodes fulva |
|               | |
|               | Paraptychodes kedar |
|               | |
|               | Paraptychodes perfulva |
|               | |
|               | Paraptychodes tenuis |
|               | |